# Timeliopsis
Genre
Timeliopsis est un genre d'oiseaux de la famille des Meliphagidae.

## Liste des espèces
D'après la classification de référence (version 5.1, 2015) du Congrès ornithologique international, ce genre est constitué des espèces suivantes :
- Timeliopsis fulvigula – Méliphage olivâtre
- Timeliopsis griseigula – Méliphage chamois